# Mars (gruppo musicale)
I Mars sono stati un gruppo statunitense di No wave, composto da Mark Cunningham, Sumner Crane, China Burg e Nancy Arlen.
Sono uno dei 4 gruppi inseriti nella compilation prodotta da Brian Eno No New York, oltre a James Chance & the Contortions, Teenage Jesus and the Jerks e DNA.

## Discografia

### EP
- Mars Ep, 1979 (Lust/Unlust/ Infidelity)

### Album
- Live Mars 77-78, 1995 (DSA)

### Raccolte
- 78+, 1996 (Atavistic) raccolta di tutto il materiale precedente
- Mars Lp: The Complete Studio Recordings, NYC 1977-1978, 2003 (G3G/ Spookysound) edizione spagnola a tiratura limitata

### Partecipazioni a compilation
- No New York, 1978 (Antilles/ Island)